# 아우둠블라

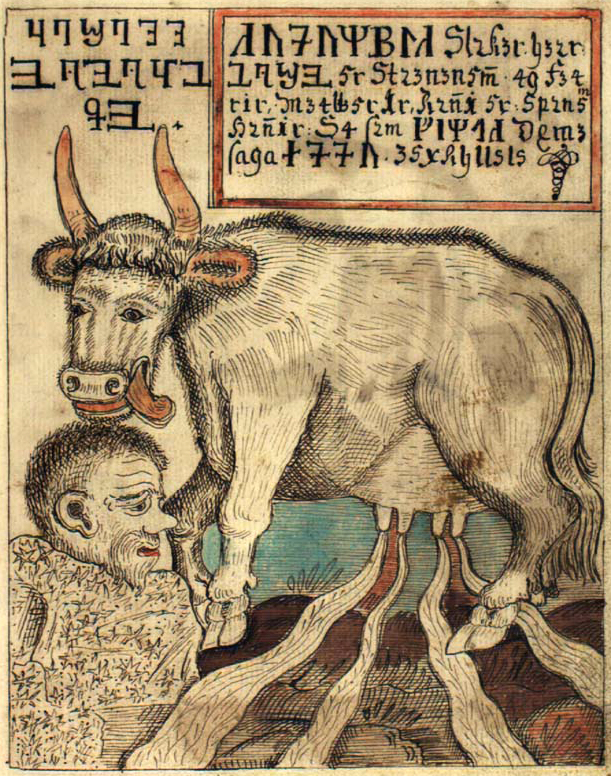
아우둠블라의 젖통에서 우유가 네 줄기 강을 이루고, 아우둠블라가 핥은 얼음덩어리에서 부리가 탄생했다.

아우둠블라(고대 노르드어: Auðumbla)는 노르드 신화의 태고에 존재했다는 암소이다. 13세기에 스노리 스투를루손이 쓴 《신 에다》 중 〈귈피의 속임수〉에만 언급되며, 위미르와 긴눙가가프와 유관한 역할을 맡고 있다.

## 어원
아우둠블라의 이름의 의미는 불확실하다. 접두사 "아우드-"(auð-)는 "부(富)", "운명", 또는 "텅 빈"으로 해석할 수 있는데 아마 이 중 "부"가 가장 맥락에 맞는 후보로 생각된다. 접미사 "-움(블)라"(-um(b)la)는 의미가 불확실하나 어족이 같은 다른 게르만어들과 비교해 보면 "뿔 없는 암소"일 가능성이 있다. 다른 의견으로는 "-thumb"에 해당한다고 보는 의견도 있다.

## 문헌상의 출전
아우둠블라가 언급되는 부분은 〈귈피의 속임수〉 제6장이다.
| 노르드어: | 영어 중역: |  |
| Þá mælti Gangleri: "Hvar bygði Ymir, eða við hvat lifði hann?" | 강글레리가 말하였다. “위미르는 어디에 살았고 또 무엇을 먹고 살았습니까?” |  |
| <Hár svarar>: "Næst var þat þá er hrímit draup at þar varð af kýr sú er Auðhumla hét, en fjórar mjólkár runnu ór spenum hennar, ok fœddi hún Ymi."                                                                | 높으신 분이 답하였다. “상고대 서리가 떨어진 직후, 아우두믈라라는 이름의 암소가 생겨났다. 암소의 젖통에서 우유가 네 줄기로 흘러나왔고, 위미르는 그것을 먹었다.”                                                                                               |  |
| Þá mælti Gangleri: "Við hvat fœddisk kýrin?" | 강글레리가 물었다. “그러면 그 암소는 무엇을 먹고 살았습니까?” |  |
| Hár svarar: "Hon sleikti hrímsteinana er saltir váru. Ok hinn fyrsta <dag> er hon sleikti steina, kom ór steininum at kveldi manns hár, annan dag manns höfuð, þriðja dag var þar allr maðr. Sá er nefndr Búri[." | 높으신 분이 답하였다. “암소는 소금기 있는 얼음덩어리를 핥았다. 그리고 암소가 그 얼음덩어리를 핥은 첫 날 저녁에 얼음덩어리 속에서 남자의 머리카락이 보였고, 둘째 날에는 남자의 머리가 보였고, 셋째 날에는 남자가 완전히 드러났으니 그 남자의 이름은 부리였다” |  |

그 뒤 아우둠블라는 〈이름의 암송〉에서 한 번 언급되는 것을 제외하면 《신 에다》에서도 더 이상 등장하지 않는다. 아우둠블라의 이름은 《신 에다》를 제외한 어떠한 문헌에서도 찾을 수 없다. 그럼에도 학자들은 아우둠블라가 스노리의 창작이 아니라 노르드 신화 원전에서 유래한 것으로 생각하고 있다.

## 신화 해석
19세기 초 스웨덴의 학자 빅토르 뤼드베리는 노르드의 창세신화와 인도유럽어족의 뿌리를 공유한다고 생각되는 조로아스터교, 베다 신화 사이에서 공통점을 추론했다. 뤼드베리의 이론들 대부분은 후대 학자들에 의해 부정되었으나 그의 비교신화학 연구는 큰 영향을 남겼다. 조로아스터교의 신화에서도 태고적에 소가 한 마리 있었다고 하는데 수컷인지 암컷인지는 언급되는 문헌마다 다르다. 그리고 그 소는 땅의 한가운데 태고의 사람과 함께 존재했다고 한다.

## 같이 보기
- 카마데누: 힌두교 신화의 암소
- 가바에보다타: 조로아스터교의 소
- 아말테이아: 그리스 신화에서 제우스에게 젖을 먹인 염소
- 하토르: 이집트의 소의 여신
- 엘 (신화)
- 하토르
- 음네비스

## 참고 자료
- Ásgeir Blöndal Magnússon (1989). Íslensk orðsifjabók. Reykjavík: Orðabók Háskólans.
- Brodeur, Arthur Gilchrist (tr.) (1916). The Prose Edda by Snorri Sturluson. New York: The American-Scandinavian Foundation.
- Eysteinn Björnsson (ed.) (2005). Snorra-Edda: Formáli & Gylfaginning : Textar fjögurra meginhandrita. 2008년 6월 11일에 원본 문서에서 보존된 문서. 2014년 11월 30일에 확인함.
- Jónsson, Finnur (1931). Lexicon Poeticum. København: S. L. Møllers Bogtrykkeri.
- Rydberg, Viktor (1886–1889). Undersökningar i germanisk mythologi. Stockholm: Bonnier.
- West, E. W. (tr.) (1860). Pahlavi Texts: Sacred Books of the East, Volume 5.